# Serie 1320 de CP
La Serie 1320, también conocida como Ateinsa o Espanhola, describe un tipo de locomotora, que estuvo al servicio de la operadora ferroviaria Caminhos de Ferro Portugueses.

## Historia
Estas locomotoras fueron adquiridas por la compañía de los Caminhos de Ferro Portugueses a la operadora ferroviaria española Red Nacional de los Ferrocarriles Españoles, que se encontraba vendiendo sus unidades excedentes de la Serie 313. Uno de los principales motivos para la compra de esta serie se debe al hecho de que la operadora portuguesa poseía ya varias locomotoras con un motor del mismo fabricante, la empresa americana American Locomotive Company, pudiendo, así, reducir costos en su mantenimiento y explotación, además de que los operarios de las oficinas del Barreiro ya disponían de formación sobre el material motor de esta marca; por otro lado, estas unidades poseían poco peso por eje, pudiendo, así, circular en cualquier tipo de vía.
Inicialmente, solo fueron adquiridas dos unidades, para ponerse a prueba; el contrato preveía la compra de hasta 10 unidades adicionales. Estas locomotoras pasaron, en 1989, por las oficinas Ateinsa, en Villaverde Bajo, en Madrid, para ser remodeladas, y modificadas de acuerdo con las directrices de la operadora portuguesa; este proceso consistió en una serie de reparaciones y de alteraciones estructurales, como la reforma de la caja de herramientas junto a la cabina de conducción, instalación de frenos dobles, a aire comprimido y vacío, y la alteración del esquema de colores al naranja y blanco oficial de la Compañía de los Caminhos de Ferro Portugueses, aunque las paredes laterales exteriores de las cabinas serían pintadas de naranja en vez de castaño, como era usual en las locomotoras de la operadora. El símbolo de la Compañía también fue pintado de forma errónea, pero igualmente reconocible, y recibieron los números de serie 1321 y 1322 de la operadora portuguesa. En mayo de 1990, las alteraciones ya habían sido efectuadas, habiendo ambas unidades partido a Portugal; inicialmente, solo fueron compradas estas dos locomotoras, aportando el contrato la opción de adquirir otras 10 unidades.
Después de su llegada a Portugal, fueron sometidas a varias pruebas en Entroncamento, donde se confirmó que, debido al hecho de que la conducción en este país se hacía al contrario que en España, existían graves problemas de visibilidad desde la cabina de conducción, lo que obligaba a la presencia de por lo menos un ayudante; así mismo, fueron compradas las otras 10 locomotoras, ampliando el contrato hasta adquirir 6 unidades más. Contando con las dos originales, el número total de locomotoras adquiridas fue así de 18, habienod 17 de estas unidades en servicio activo; la unidad restante llegó a territorio nacional también con el esquema de colores original de la Red Nacional de los Ferrocarriles Españoles, no habiendo llegado a recibir un número de serie portugués o a prestar servicio, siendo aparcada para fortalecer los servicios del resto de la serie.

## Caracterización
En 1994, estas locomotoras se encontraban un poco por todo el sur de Portugal, remolcando principalmente composiciones de mercancías pero también de pasajeros y mixtas, por ejemplo, entre Entroncamento y Marvão.

## Ficha técnica

### Características de explotación
- Números de serie: 1321-1337[2]
- Año de entrada en servicio en España: 1965[6]
- Año de entrada en servicio en Portugal: 1989[6]
- Número de unidades adquiridas: 18[2]
- Número de unidades operativas: 17[2]

### Datos generales
- Ancho de vía: 1668 mm[2]
- Tipo de tracción: Diesel (gasóleo)[5]
- Dimensiones:
  - Distancia entre topes: 16237 mm[2]
  - Ancho: 2884 mm[2]
  - Alto: 4032 mm[2]

### Transmisión de movimiento
- Tipo: Eléctrica[5]

### Motores de tracción
- Fabricante: American Locomotive Company[5]
- Tipo: 251-D[5]
- Cantidad: 1[5]
- Potencia continua por motor:
- Velocidad nominal: 1100 rpm[5]
- Potencia total: 1370 cv / 1022 kW[5]

### Partes mecánicas
- Fabricante: Compañía Euskalduna[5]